# Newel I
Newel I (ros. Невель I) – węzłowa stacja kolejowa w miejscowości Newel, w rejonie newelskim, w obwodzie pskowskim, w Rosji. Położona jest na linii Wielkie Łuki - Newel - Połock, z której tu możliwy jest zjadz na linię Nowosokolniki - Newel - Witebsk.

## Historia
Stacja powstała w czasach carskich na linii bołogojsko-siedleckiej i z Petersburga do Witebska. Początkowo nosiła nazwę Newel.